# اپین
اپین (به انگلیسی: Apiin) با فرمول شیمیایی C۲۶H۲۸O۱۴ یک ترکیب شیمیایی با شناسه پاب‌کم ۵۲۸۰۷۴۶ است. که جرم مولی آن ۵۶۴٫۴۹ گرم بر مول می‌باشد. 